# 고영상
고영상(高迎祥, ? ~ 1636년)은 명나라 말기의 농민반란군의 지도자이다. 연안부 안새현(延安府 安塞縣, 현재의 산시성 옌안시 안싸이현) 출신이다.
명 말기에 악습과 병폐가 이어지면서 결국 농민군의 반란이 일어나게 되었는데, 1628년 섬서 부곡에서 왕가윤(王嘉胤)이 봉기를 일으켰을 때 고영상은 왕가윤 봉기군에 가담하여 실력을 쌓았고, 1631년에 왕가윤이 정부의 연수동로부총병(延綏東路副總兵) 조문조(曹文詔)와 맞닥뜨려 싸우다 전사하자 섬서 봉기군의 최고 실력자가 되어 틈왕(闖王)이라 자칭하였다. 화북 지역에서 위세를 떨쳤으나, 점차 이자성, 나여재, 장헌충을 위시로 파가 갈리게 되고 이는 곧 봉기군의 분열로 이어지게 되어 고영상 세력은 크게 약화되었고 결국 서안에서 섬서 순무 손전정(孫傳庭)의 군대에 패하고 사로잡혀 처형당하였다.